# Agonum bicolor
Agonum bicolor är en skalbaggsart som beskrevs av Pierre François Marie Auguste Dejean. Agonum bicolor ingår i släktet Agonum och familjen jordlöpare. Inga underarter finns listade i Catalogue of Life.